# 王宁国
王宁国（英語：David N.K. Wang, 1946年—）是一位台湾企业家。

## 生平
1946年出生于江苏南京，成长在台湾，获得加利福尼亚大学伯克利分校材料科学及工程系博士学位。先后进入劳伦斯伯克利国家实验室和贝尔实验室工作。1980年加入应用材料负责研发，2000年升任全球执行副总裁，2004年7月兼任亚太区总裁。2005年担任上海华虹首席执行官，2009年被江上舟邀请担任中芯国际首席执行官接替离职的张汝京。2011年3月30日当选全球半导体联盟董事，2011年6月江上舟去世后，在中芯国际股东大会上落选，后离开公司加入合肥长鑫。同年张文义当选董事长兼代理首席执行官，8月5日任命邱慈云担任新一任首席执行官。